# Seznam tektonických desek

mapa světa s vyznačením hlavních tektonických desek

Toto je seznam tektonických desek. Rozlišováno je až 52 tektonických desek.

## Velké desky
Jako velké desky jsou označovány ty s rozlohou přes 20 mil. km2.
- Pacifická – 103 mil. km2, zahrnující většinu Tichého oceánu
- Severoamerická – 76 mil. km2, zahrnující většinu Severní Ameriky a část Sibiře
- Eurasijská – 68 mil. km2, zahrnující většinu Evropy a Asie
- Africká – 61 mil. km2, zahrnující většinu Afriky
- Antarktická – 61 mil. km2, zahrnující většinu Antarktidy
- Jihoamerická – 44 mil. km2, zahrnující většinu Jižní Ameriky
- Indo-australská deska – 59 mil. km2, zahrnující Indii a Austrálii, někdy dělená na:
  - Indická
  - Australská

## Malé desky
Jako malé desky jsou označovány s rozlohou menší než 20 mil. km2 ale větší než 1 mil. km2. 
- Amurská
- Arabská
- Barmská[1]
- Filipínská[1]
- Karibská
- Karolínská
- Kokosová[1]
- Nazca
- Novohebridská[1]
- Ochotská[1]
- Scotia[1]
- Somálská[1]
- Sundská[1]
- Yangtze[1]

## Mikrodesky
Jako mikrodesky jsou označovány ty s rozlohou menší než 1 mil. km2. Mezi ty patří například:
- Anatolská[1]
- Egejská[1]
- Jaderská
- Juan de Fuca[1]